# باشگاه فوتبال پورتچستر
باشگاه فوتبال پورتچستر (به انگلیسی: Association Football Club Portchester) یک باشگاه فوتبال در شهر پورتچستر، کشور انگلستان است که در سال ۱۹۷۶ میلادی تأسیس شده‌است.